# When a Stranger Calls Back

When a Stranger Calls Back é um filme de terror psicológico feito para a televisão, produzido nos Estados Unidos em 1993 e dirigido por Fred Walton. O filme foi originalmente transmitido no Showtime em 4 de abril de 1993.